# Uniwersytet Ranguński
Uniwersytet Ranguński, Uniwersytet w Rangunie (birm. ရန်ကုန် တက္ကသိုလ်) – birmański uniwersytet w Rangunie, założony w 1878. Jest to najstarszy uniwersytet w Birmie.

## Historia
W 1988 rozpoczął się jeden z najbardziej znanych studenckich protestów w Birmie. Kampus Uniwersytetu Ranguńskiego stał się Strefą zero powstania, które niemal doprowadziło do upadku rządu. Demonstracje studenckie zostały brutalnie stłumione przez reżim wojskowy, co doprowadziło do niezadowolenia społecznego i coraz bardziej popularnych protestów. Demonstracje te były z kolei jeszcze brutalniej tłumione przez juntę.
Wśród powszechnego prześladowania dysydentów, rząd najpierw zamknął Uniwersytet, a później rozebrał to, jak i inne centra nauki w całej Birmie. Przez to długa historia radykalnej polityki kampusu została zawieszona.

## Program dydaktyczny
Uniwersytet Ranguński oferuje studia licencjackie i studia podyplomowe (postgraduate). Programy studiów licencjackich są podzielone na trzy kategorie: Sztuka (BA), Nauki (B.Sc.) i Prawo (LL.B). Wybór różnych dziedzin nauki odbywa się w szkole średniej, gdzie uczniowie wybierają poszczególne przedmioty kierunkowe. Studia podyplomowe są podzielone na trzy grupy: studia doktoranckie, studia magisterskie i studia podyplomowe. Od 1996 uczelnia nie oferuje żadnych programów studiów w pełnym wymiarze godzin. Ponadto władze nie pozwalają już na prowadzenie studiów licencjackich na kampusie.

## Wydziały
- Wydział Filozofii
- Wydział Psychologii
- Wydział Matematyki
- Wydział Fizyki
- Wydział Chemii
  - Zakład Chemii Przemysłowej
- Katedra Zoologii
- Katedra Botaniki
- Wydział Prawa
- Wydział Filologii Angielskiej
- Wydział Birmanistyki
- Wydział Historii

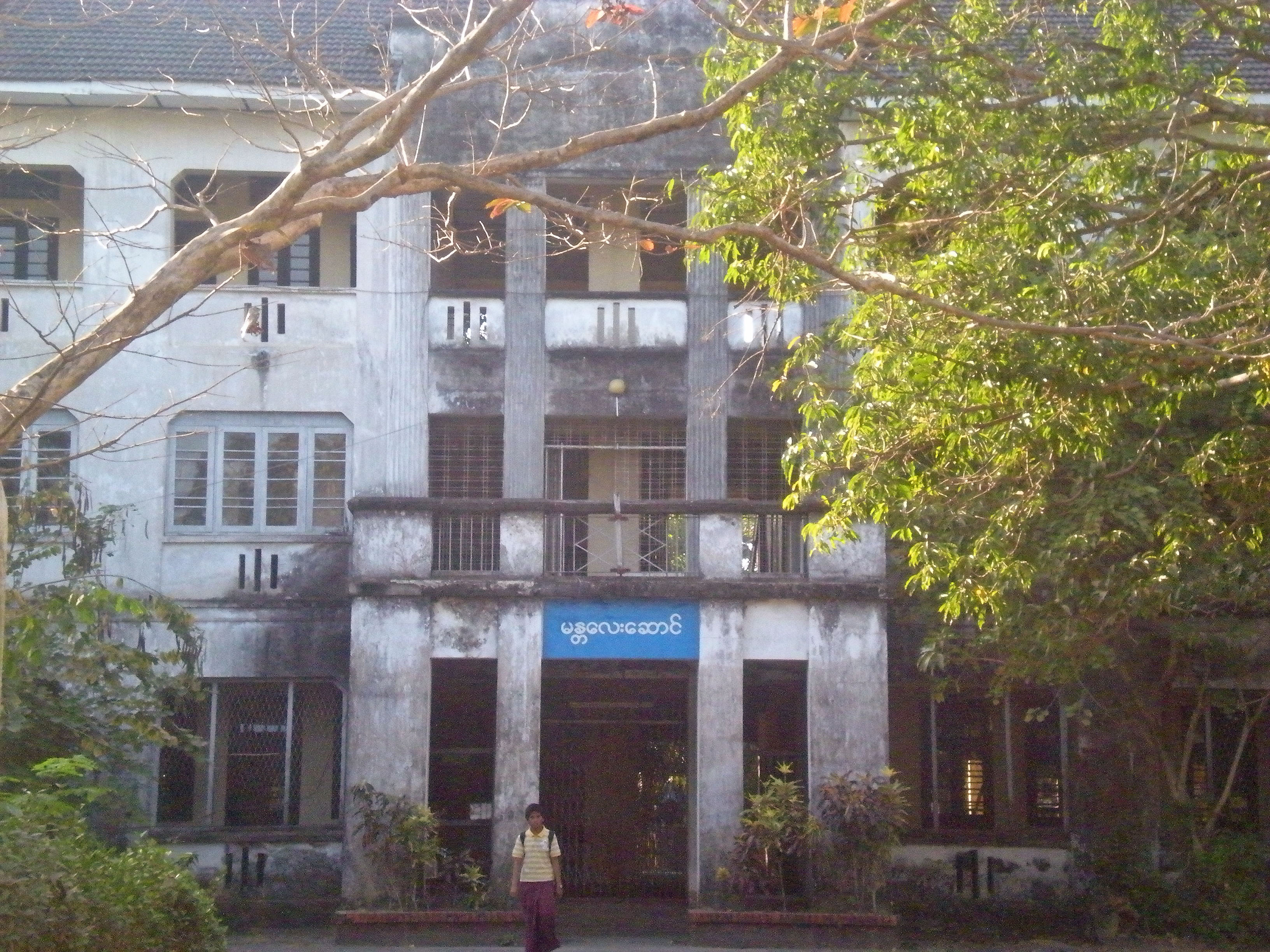
Wydział Filologii Angielskiej

- Departament Współpracy z Zagranicą
- Wydział Bibliotekoznawstwa i Informatologii
- Wydział Geologii
- Wydział Orientalistyki
- Wydział Studiów Komputerowych
- Wydział Geografii

## Kampusy i budynki uniwersyteckie

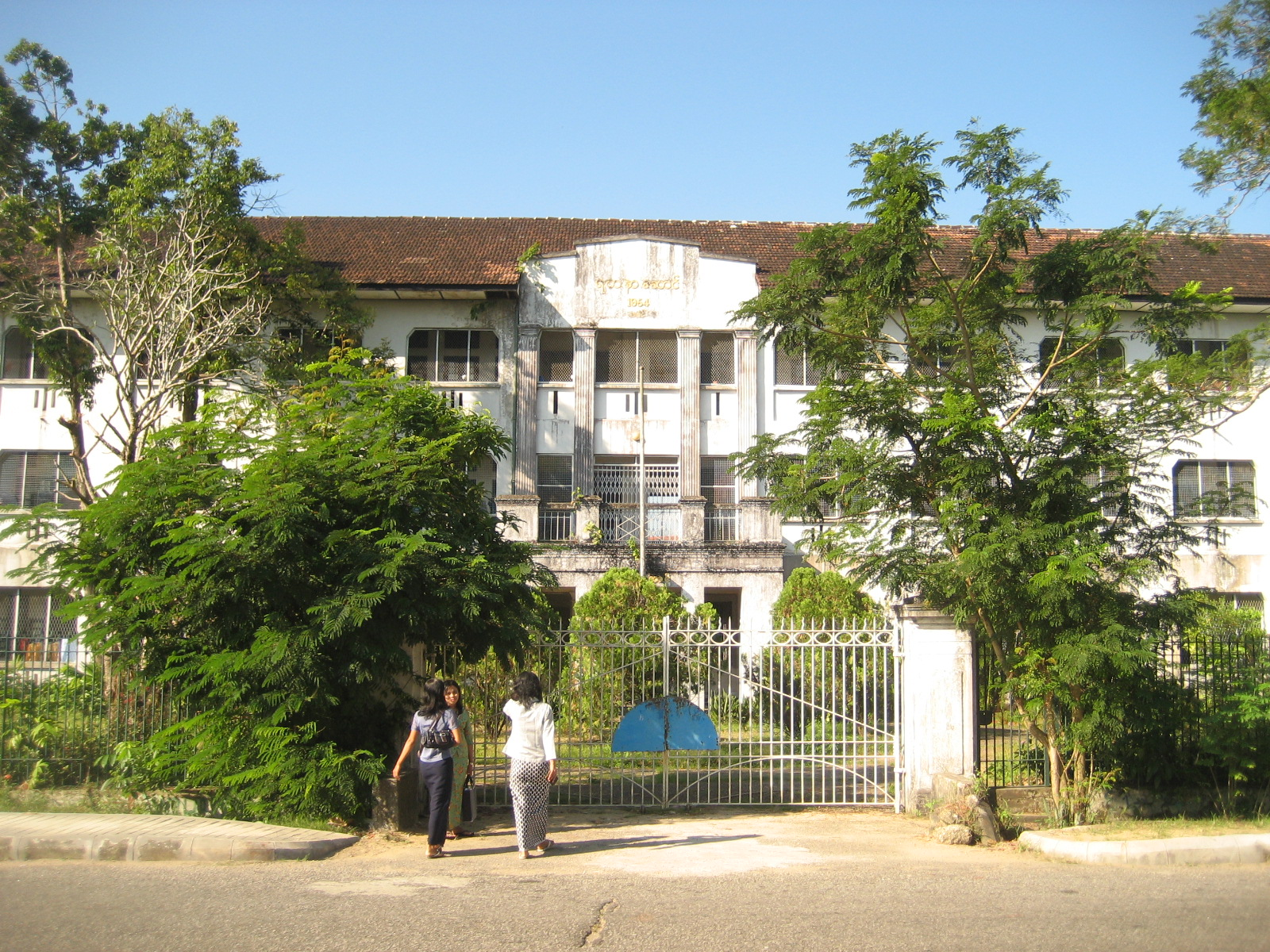
Yadana Hall

Zakwaterowanie w Birmie nie jest koedukacyjne, a dostępność pokojów jest ograniczona. Akademiki żeńskie mają restrykcyjne zasady, natomiast męskie nie.
Akademiki męskie: Amara Hall, Bago Hall, Dagon Hall, Inwa Hall, Nawaday Hall, Pinya Hall, Ramanya Hall, Sagaing Hall, Shwebo Hall, Taungoo Hall, Thahton Hall,
Akademiki żeńskie: Bagan Hall, Inya Hall, Marla Hall, Pyay Hall, Tagaung Hall, Thiri Hall, Yadana Hall

## Znani absolwenci

### Politycy
- Aung San – birmański generał
- Ba Maw – premier za czasów panowania brytyjskiego, narodowy przywódca za panowania japońskiego
- Khin Nyunt – „numer 3” birmańskiej junty
- Ne Win – dyktator, przyczynił się do wprowadzenia ustroju socjalistycznego i izolacji kraju
- U Nu – premier niepodległej Birmy
- U Thant – trzeci sekretarz generalny ONZ
- Win Maung – birmański polityk

### Artyści
- Thein Pe Myint – pisarz, dziennikarz i polityk